# クロロフィツム属
クロロフィツム属（クロロフィツムぞく、学：Chlorophytum）は、キジカクシ科リュウゼツラン亜科に含まれる属の一つ。またはクロロフィツム属に含まれる植物の総称。一部種は観葉植物として日本で栽培、流通している。オリヅルラン属とも称される。

## 下位分類
191種が認められている。本節では抜粋して掲載する。参考元はこちら。
- クロロフィツム・アニマエンセ

　（Chlorophytum amaniense）
- クロロフィツム・イノルナツム

　（Chlorophytum inornatum）
- クロロフィツム・オルキダストルム

　（Chlorophytum orchidastrum）
- クロロフィツム・カペンセ

　（Chlorophytum capense）
- クリリフィツム・コモスム（オリヅルラン）

　（Chlorophytum comosum）
- クロロフィツム・ツベロスム

　（Chlorophytum tuberosum）
- クロロフィツム・フィリペンデュリム

　（Chlorophytum filipendulum）
- クロロフィツム・ボリビアヌム

　（Chlorophytum borivilianum）
- クロロフィツム・ホルスティー

　（Chlorophytum holstii）
- クロロフィツム・ラクサム（シャムオリヅルラン）

　（Chlorophytum laxum）

## ギャラリー

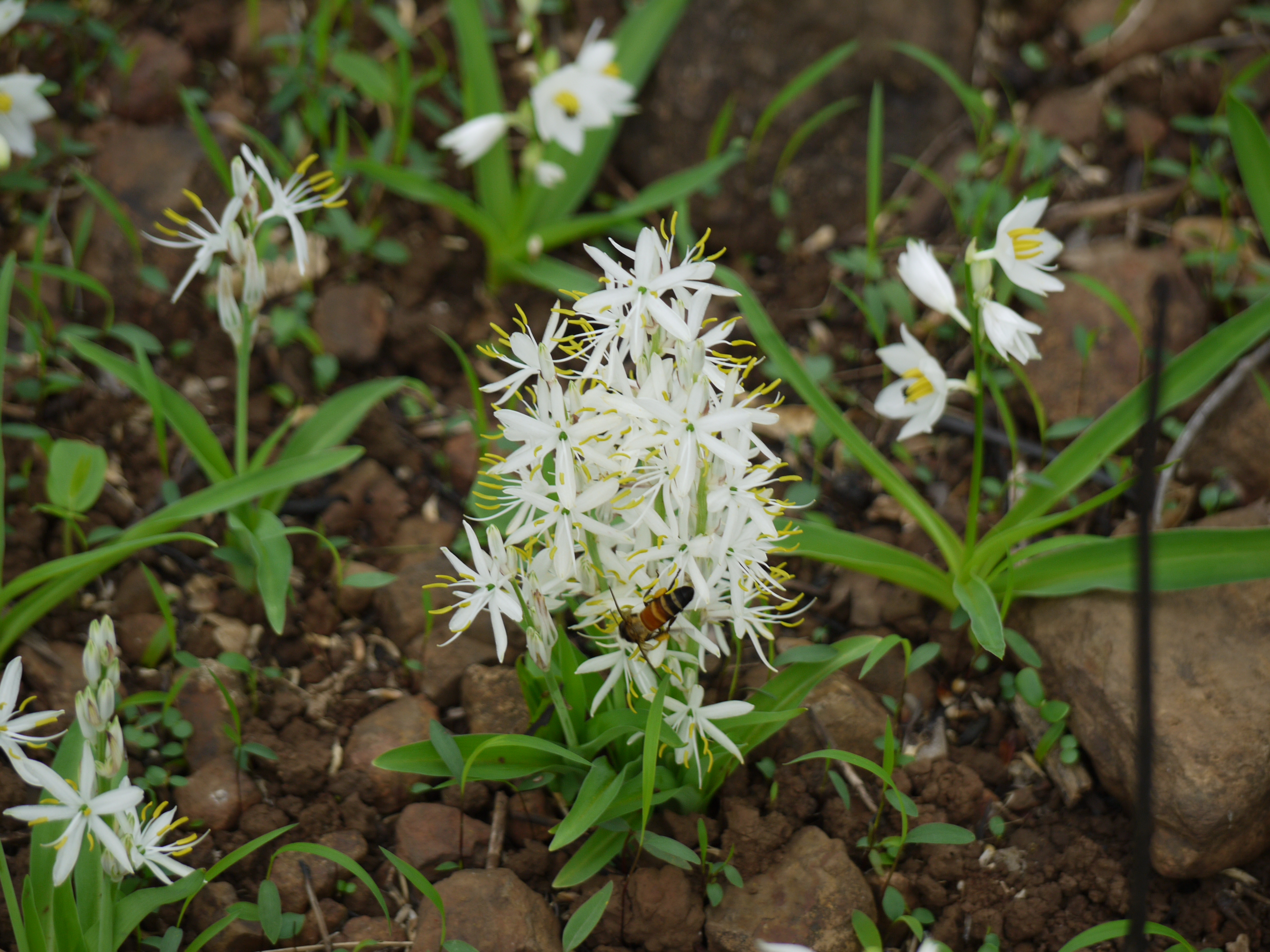
ボリビアヌム種
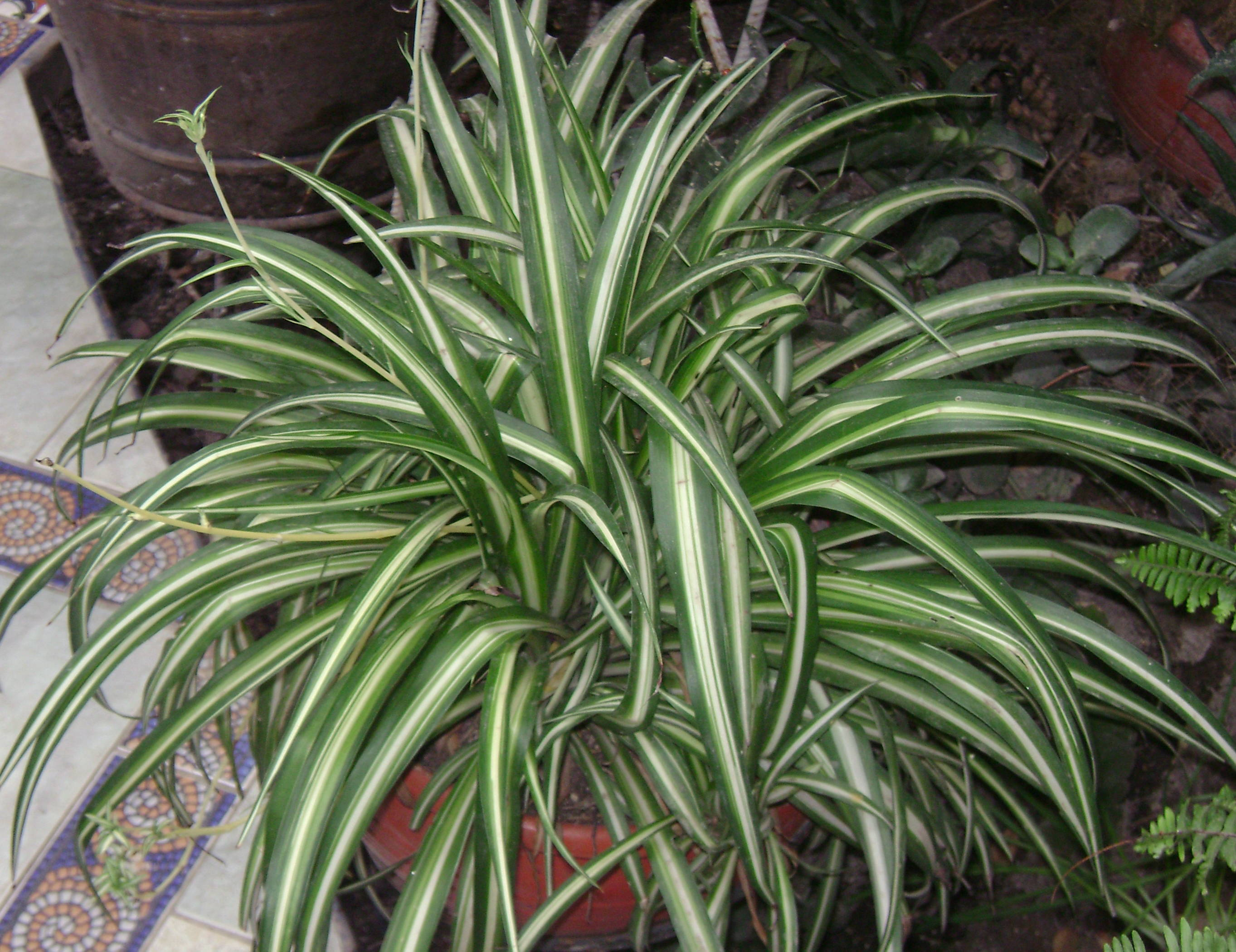
オリヅルラン
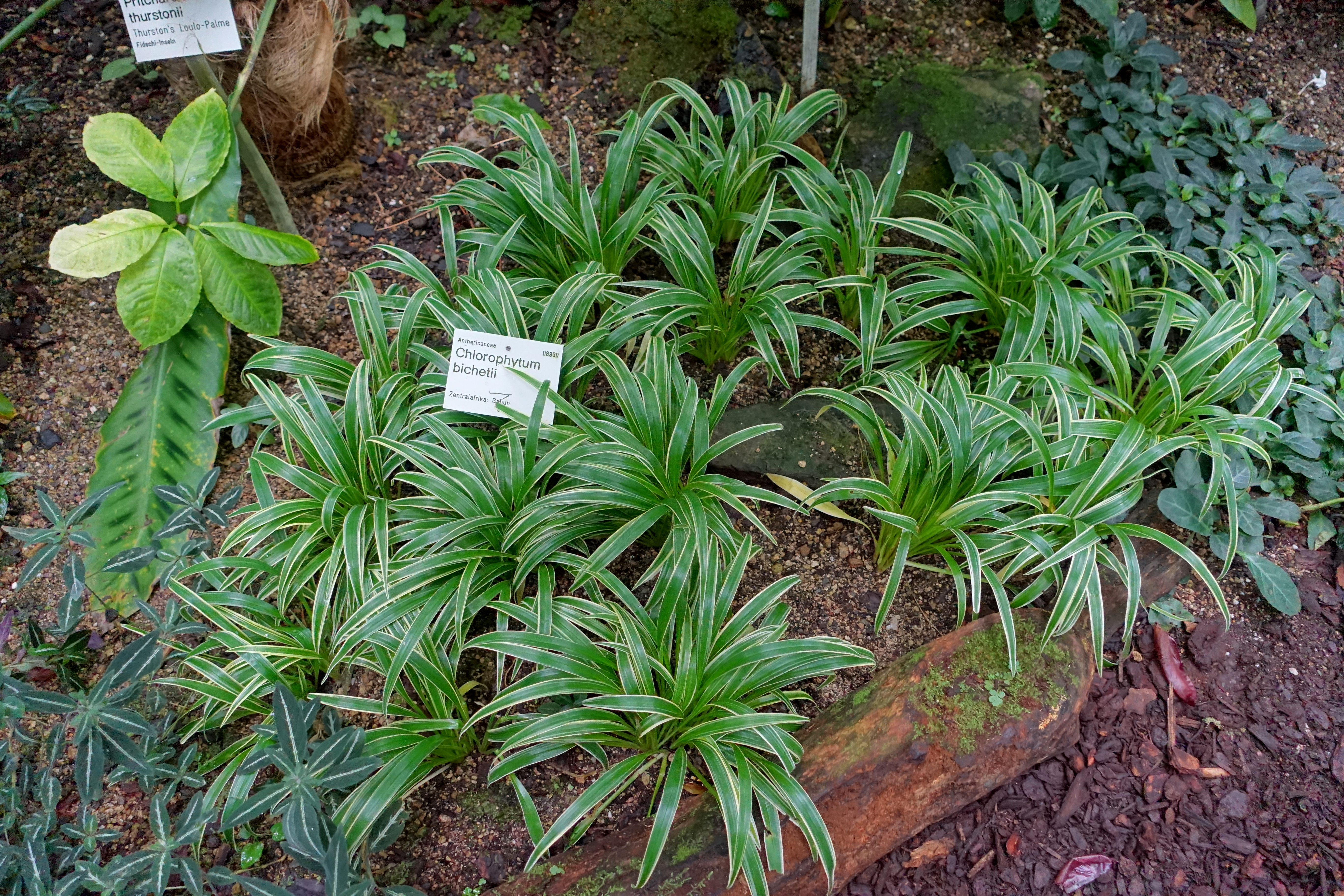
シャムオリヅルラン
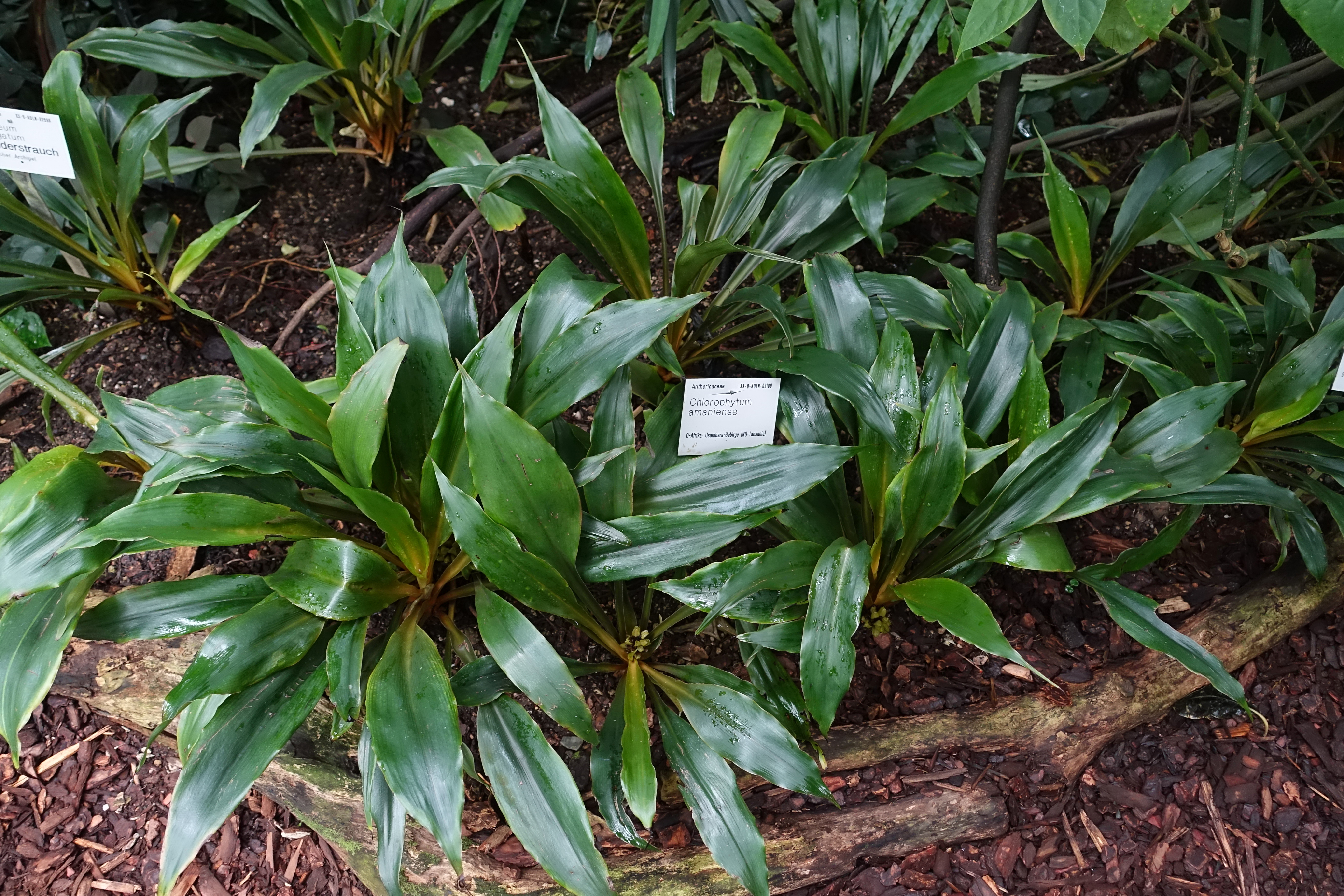
フィリペンデュルム種
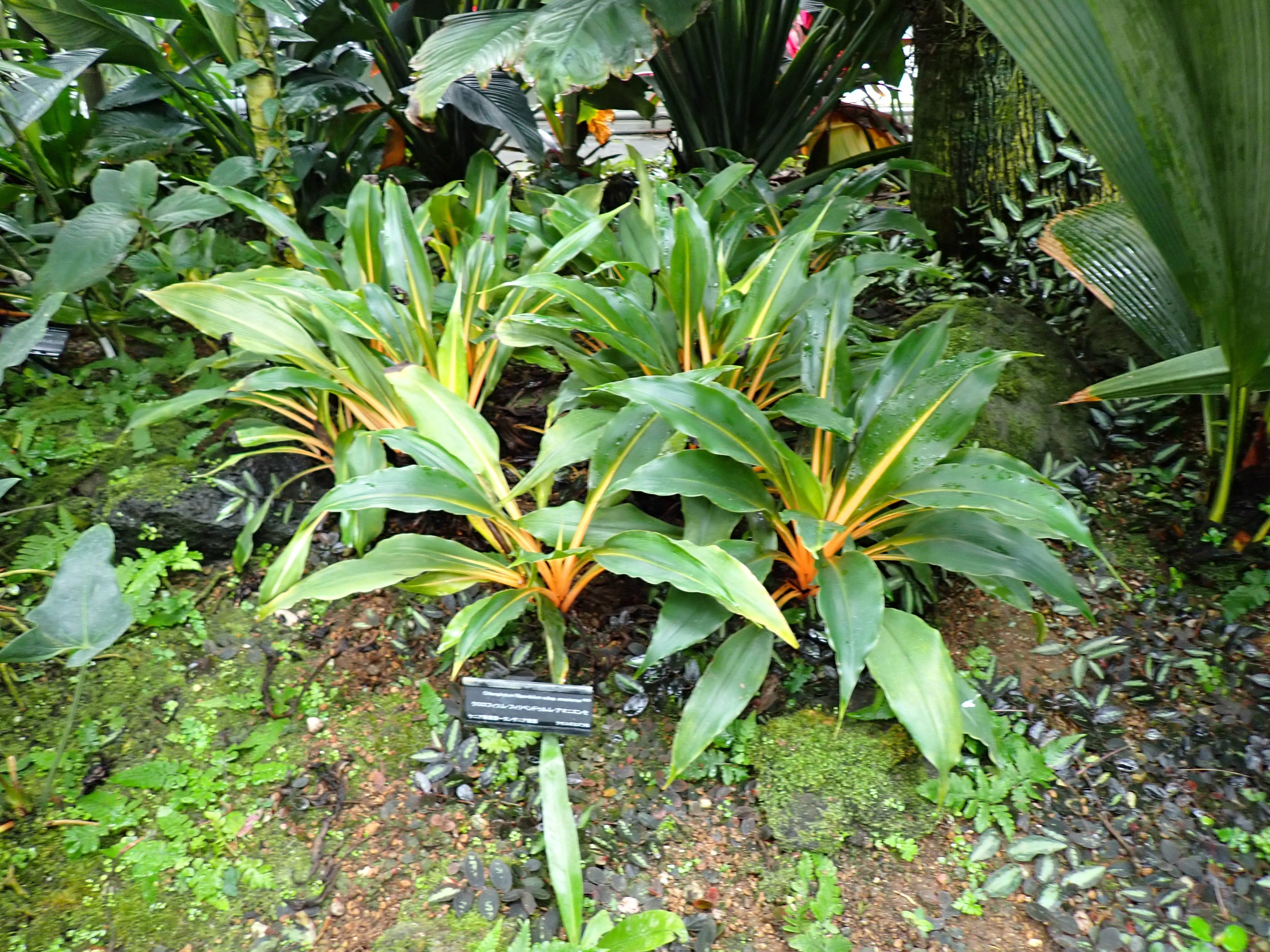
フィリペンドゥルム 亜種アマニエンセ
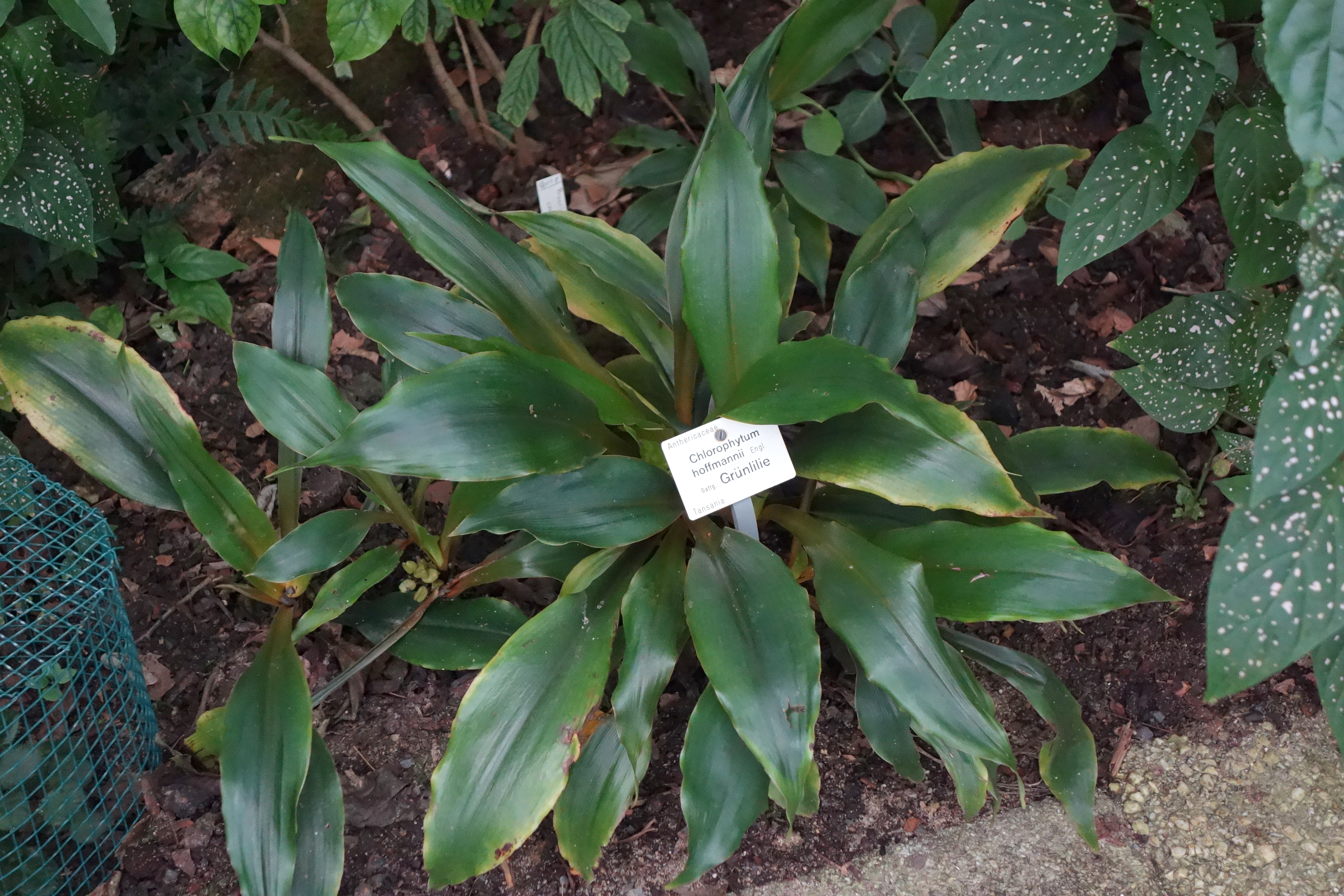
ホルスティー種
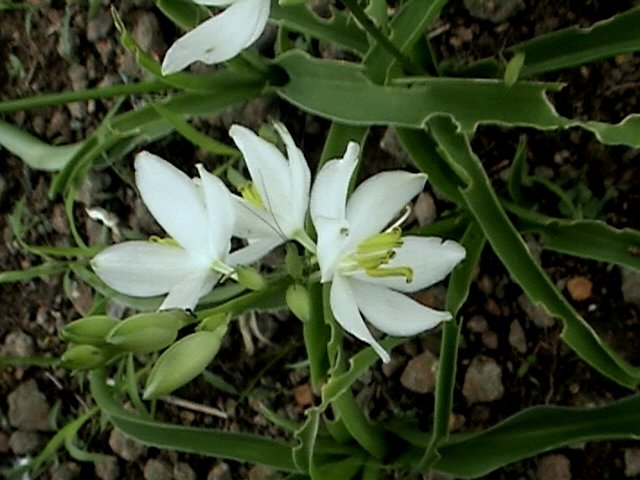
ツベロサム種